# Axonopus scoparius
Axonopus scoparius là một loài thực vật có hoa trong họ Hòa thảo. Loài này được (Flüggé) Kuhlm. mô tả khoa học đầu tiên năm 1922.